# Карпенко, Михаил Ильич
Михаил Ильич Карпенко (22 мая 1916,  с. Иткуль , Каинский уезд, Томская губерния, Российская империя  — 10 марта 2001, Симферополь, Республика Крым, Украина) — советский партийный и государственный деятель, председатель Кемеровского (1960—1962) и Белгородского промышленного (1962—1964) облисполкомов.

## Биография
Родился в крестьянской семье. Член ВКП(б) с 1942 г. В 1950 г. окончил Всесоюзный заочный юридический институт.
- 1932—1933 гг. — уполномоченный Тарского районного комитета ВЛКСМ (Западно-Сибирский край),
- 1933—1934 гг. — секретарь Бутаковского сельского Совета (Тарский район Западно-Сибирского края,
- 1934—1935 гг. — председатель Коноваловского сельского Совета, секретарь Исполнительного комитета Знаменского районного Совета (Знаменский район Омской области),
- 1935—1937 гг. — заведующий отделом политической учёбы Ямало-Ненецкого окружного комитета ВЛКСМ, уполномоченный по радиофикации и радиовещанию при Исполнительном комитете Ямало-Ненецкого окружного Совета,
- 1937 г. — уполномоченный по радиофикации и радиовещанию при исполнительном комитете Тарского окружного Совета,
- 1937—1938 гг. — рыбовод рыбного завода,
- 1938—1940 гг. — научный сотрудник Омского института усовершенствования учителей,
- 1940—1941 гг. — директор Шестаковской неполной средней школы (Новозаимский район Омской области),
- 1941—1943 гг. — секретарь Новозаимского районного комитета ВЛКСМ (Омская область),
- 1943—1944 гг. — заведующий Новозаимским районным отделом народного образования (Омская область),
- 1944—1948 гг. — второй секретарь Сакского районного комитета ВКП(б) (Крымская АССР — область),
- 1948—1952 гг. — первый секретарь Белогорского районного комитета ВКП(б) (Крымская область),
- 1952—1953 гг. — заведующий отделом пропаганды и агитации Крымского областного комитета ВКП(б)/КПСС,
- 1953—1954 гг. — заведующий отделом партийных, профсоюзных и комсомольских органов Крымского областного комитета КПСС,
- 1954—1961 гг. — секретарь Крымского областного комитета КП Украины,
- 1960—1962 гг. — председатель исполнительного комитета Кемеровского областного Совета,
- 1962—1964 гг. — председатель исполнительного комитета Белгородского промышленного областного Совета,
- 1964—1966 гг. — председатель Белгородского областного комитета партийно-государственного контроля,
- 1964—1966 гг. — заместитель председателя исполнительного комитета Белгородского областного Совета,
- 1964—1965 гг. — секретарь Белгородского областного комитета КПСС,
- 1966—1968 гг. — председатель Белгородского областного комитета народного контроля.

С 1968 г. — в Крымском областном комитете народного контроля.
Избирался депутатом Верховного Совета СССР 6-го созыва.

## Награды и звания
Был награжден орденом Трудового Красного Знамени.